# Tatiana Saveleva
Tatiana Saveleva (n. 22 mai 1947, Leningrad, RSFS Rusă, URSS) a fost o înotătoare rusă, medaliată olimpică. A participat la 2 ediții ale Jocurilor Olimpice (1964, 1968) în care a câștigat o medalie de bronz.